# Philip de Lalaing
Philip de Lalaing (* 1510; † 1555), zweiter Graf von Hoogstraten, war 1543 kaiserlicher Statthalter des Herzogtums Jülich und von 1544 bis 1555 der Provinz Gelderland sowie Ritter des Ordens vom Goldenen Vlies.

## Leben
Philip entstammte einem alten Adelsgeschlecht aus der Grafschaft Hennegau und war der zweite Sohn von Charles I. de Lalaing (1466–1525) und Jacqueline de Luxembourg. Er erbte die Grafschaft Hoogstraten von seinem kinderlosen Onkel Antoine I. de Lalaing.
Im Jahr 1543 wurde Philip für kurze Zeit kaiserlicher Statthalter im zuvor eroberten Herzogtum Jülich. Ein Jahr später löste er Renatus von Châlon als Statthalter der Provinz Gelderland ab.

## Familie
Er heiratete 1532 Anna von Rennenberg, die einzige Tochter des Grafen Wilhelm von Rennenberg und Cornelia von Culemborg. Sie hatten folgende Nachkommen:
- Antoine II. (* 1533; † 1568) ⚭  1560 Eleonore de Montmorency (1536–1581), Tochter von Joseph de Montmorency († 1530), Seigneur de Nivelle, und der Anna von Egmond (1504–1574), Schwester von Philippe de Montmorency, Graf von Hoorn
- George (* 1536 in Hoogstraten; † 23. Juli 1581 in Groningen)
- Margaretha († 1598) ⚭ Philip de Ligne
- Barbara (Barbe) ⚭ 1564 Maximilian (* 1542; † 1600), Graf von Falkenburg